# Emmy Raver-Lampman
Emmy Raver-Lampman (Norfolk, 5 settembre 1988) è un'attrice e cantante statunitense, nota per il ruolo di Allison Hargreeves nella serie televisiva The Umbrella Academy.

## Biografia
Figlia di due professori universitari, Emmy è nata e cresciuta a Norfolk, in Virginia. La famiglia si è spostata in diversi paesi durante la sua infanzia per motivi lavorativi. Parallelamente agli studi presso il Marymount Manhattan College, ha mosso i primi passi nel mondo del teatro recitando in Children of Eden e Hair. Per tale ragione ha interrotto gli studi per un anno e mezzo, laureandosi infine nel 2012.
Nel 2015 è stata membro del cast originale di Hamilton a Broadway. Ha lasciato l'Hamilton per recitare nel musical SpongeBob SquarePants di Chicago. Nel 2017, è tornata ad Hamilton in un ruolo da protagonista, interpretando Angelica Schuyler nel primo tour nazionale della produzione. Nel 2018 è entrata nel cast della serie TV The Umbrella Academy, interpretando Allison Hargreeves. Nel 2020 è tornata a teatro nello spettacolo originale Gun & Powder, diretto da Robert O'Hara.
Nel 2019 ha avuto dei piccoli ruoli nelle serie Un milione di piccole cose e Jane the Virgin, mentre l'anno successivo ha sostituito Kristen Bell come doppiatrice della serie animata Central Park. Nel 2022 ha affiancato Liam Neeson nel film d'azione Blacklight, mentre nel 2024 è stata diretta da David Ayer in un altro film d'azione, The Beekeeper.

## Vita privata
Raver-Lampman, che ha una sorellastra naturale, più giovane di 20 anni, ha una relazione con Daveed Diggs, che ha incontrato nel 2015 mentre si esibiva insieme ad Hamilton. A marzo 2024 hanno annunciato la nascita del loro primo figlio.

## Filmografia

### Attrice

#### Cinema
- Untitled Horror Movie, regia di Nick Simon (2021)
- Blacklight, regia di Mark Williams (2022)
- Io e Lulù (Dog), regia di Channing Tatum e Reid Carolin (2022)
- The Beekeeper, regia di David Ayer (2024)

#### Televisione
- Odd Mom Out – serie TV, episodio 2x03 (2016)
- Un milione di piccole cose (A Million Little Things) – serie TV, episodio 1x04 (2018)
- Jane the Virgin – serie TV, episodi 5x16-5x17 (2019)
- The Umbrella Academy – serie TV, 36 episodi (2019-2024)
- Heels – serie TV, 3 episodi (2023)

### Doppiatrice
- American Dad! – serie TV, episodio 16x12 (2019)
- Robot Chicken – serie TV, episodio 10x11 (2019)
- Central Park – serie TV, 29 episodi (2020-2021)
- I Griffin (Family Guy) – serie TV, episodio 21x8 (2022)
- Tuca & Bertie – serie TV, episodio 3x05 (2022)

## Teatro
- Children of Eden, libretto di John Caird, colonna sonora di Stephen Schwartz, regia di Tom Wojtunik. Astoria Performing Arts Center dell'Off-Off-Broadway (2010)
- Hair, libretto di James Rado e Gerome Ragni, colonna sonora di Galt MacDermot, regia di Diane Paulus. Tour USA (2010-2011), Saint James Theatre di Broadway (2011)
- Jekyll & Hyde, libretto di Leslie Bricusse, colonna sonora di Frank Wildhorn, regia di Jeff Calhoun. Tour USA (2012-2013), Marquis Theatre di Broadway (2013)
- A Night with Janis Joplin, libretto di Randy Johnson, colonna sonora di Janis Joplin, regia di Randy Johnson. Lyceum Theatre di Broadway (2013-2014)
- Wicked, libretto di Winnie Holzman, colonna sonora di Stephen Schwartz. Tour USA (2014-2015)
- Hamilton, libretto e colonna sonora di Lin-Manuel Miranda, regia di Thomas Kail. Public Theater dell'Off-Broadway, Richard Rodgers Theatre di Broadway (2015-2016), CIBC Theatre di Chicago (2016-2017), Tour USA (2017)
- SpongeBob SquarePants, libretto di Kyle Jarrow, colonna sonora di autori vari. Oriental Theatre di Chicago (2016)
- Gun & Powder, libretto di Craig Lucas, libretto di Angelica Chéri, colonna sonora di Ross Baum, regia di David O'Hara. Signature Theatre di Virginia (2020)

## Doppiatrici italiane
Nelle versioni in italiano delle opere in cui ha recitato, Emmy Raver-Lampman è stata doppiata da: 
- Eva Padoan in The Umbrella Academy, Jane the Virgin, The Beekeeper
- Gaia Bolognesi in Blacklight